# 스파르타키아다

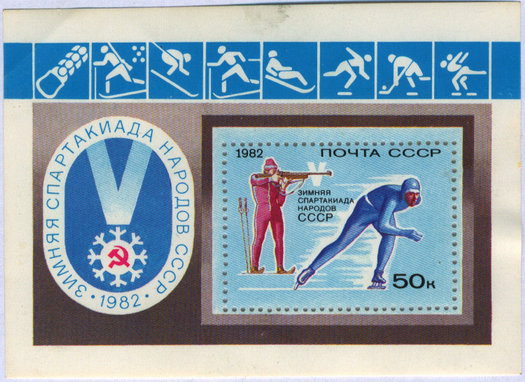
1982년 소련에서 제작한, 제5회 소비에트 인민 스파르타키아다 동계(冬季) 대회 기념우표

스파르타키아다(러시아어: спартакиада)는 소비에트 연방에서 근대 올림픽에 대해 대항 또는 보충하기 위해 만들었던 국제 운동경기이다. 대회 이름은 고대 로마의 노예봉기의 주동자였던 스파르타쿠스에서 왔다. 소련 당국에 따르면, 고대 올림픽의 귀족적 성격을 계승한 근대 올림픽의 "자본주의적" 성격에 반대하여 창설되었다고 하며, 첫 대회는 1928년 소련 모스크바에서 개최되었다.
이후 소련이 올림픽 대회에 참여하게 되자, 국제 대회는 중단되었으나, 국내 대회로서는 여전히 남아있게 되어, 소련 인민 스파르타키아다(Спартакиада народов СССР, Spartakiada narodov SSSR)로 대회 이름이 바뀌었다. 4년에 한 번 하계 대회와 동계 대회가 개최되었으며, 1956년에 첫 대회가 열렸다. 이 대회는 소련 스포츠에 있어서 매우 중요한 역할을 차지했다. 평범한 일반인부터 최고 수준의 선수까지 누구나 참가할 수 있었던 대회로, 제6회 대회에서는 무려 9천만 명(당시 모든 종목의 소련 선수의 2배)이 참가했다.
하계(夏季) 경기는 1956년 첫 대회가 열린 3년 뒤인 1959년 두 번째 대회가 열렸고, 이후 4년마다 올림픽 대회 1년 전에 열렸다. 역대 대회는 모두 모스크바에서 개최되었다. 그러나, 1991년 3~9월에 열린 제10회 대회를 마지막으로 소비에트 연방이 해체되어 이 대회는 더 이상 열리지 않게 되었다.
한편 동계(冬季) 대회 또한 4년마다 열렸는데, 1962년 원년 대회, 1974년 3회, 1978년 4회 대회는 스베르들롭스크(오늘날 예카테린부르크)에서 열렸고, 1966년 2회 대회는 예카테린부르크, 고리키(오늘날 니주니노브고로드) 등 4도시에서 동시에 열렸으며, 1982년 5회, 1986년 6회 대회는 크라스노야르스크에서 열렸다. 1990년 키이우에서 열린 7번째 대회가 마지막이 되었다.
공산권이었던 체코슬로바키아와 알바니아에서도 이를 본따 유사한 대회를 만들었다.

## 같이 보기
- 중화인민공화국 전국운동회
- 올림픽
- 신흥국 경기 대회